# Leporicypraea mappa
Leporicypraea mappa – gatunek porcelanki. Osiąga od 50 do 100 mm, „typowy” osobnik mierzy około 70–80 mm. Pospolity i charakterystyczny gatunek. Ubarwienie muszli nie pozwala pomylić go z żadnym innym gatunkiem – specyficzny wzór na grzbiecie muszli przywołuje na myśl urywek kartograficznej mapy, ukazującej rzekę wraz z dopływami. Typowo wybarwiona muszla ma z wierzchu kolor brązowy z jaśniejszymi plamami i delikatnymi paskami oraz spód w kolorze od piaskowego, aż po różowy (w przypadku niektórych podgatunków).
Muszla Leporicypraea mappa jest jedną z najciekawiej wybarwionych wśród porcelanek, i dlatego też jest wysoce ceniona przez kolekcjonerów, mimo iż zalicza się ją do podstaw/„abc” kolekcjonerstwa konchiologicznego. Szczególnym zainteresowaniem cieszą się liczne ciekawe podgatunki:
- Leporicypraea mappa panerythra – tworzy muszle o czerwonawo-różowym zabarwieniu; występowanie: zachodnia Polinezja, Melanezja, Wietnam i Wschodnia Australia
- Leporicypraea mappa viridis – polinezyjski podgatunek
  - Leporicypraea mappa viridis eluceta – niedawno odkryty (2000) rzadki wariant podgatunku L. mappa viridis występujący jedynie w rejonie Kwajalein
  - Leporicypraea mappa viridis montrouzieri – nowokaledoński wariant podgatunku L. mappa viridis
  - Leporicypraea mappa viridis marquesana
- Leporicypraea mappa admirabilis – osiągający do 70 mm podgatunek z Polinezji Francuskiej
- Leporicypraea mappa subsignata – polinezyjski podgatunek o wyjątkowo intensywnym zabarwieniu muszli
- Leporicypraea mappa pingua
- Leporicypraea mappa praetextata – występujący w Nowej Kaledonii

## Występowanie
Leporicypraea mappa jest pospolitym gatunkiem, który wraz z licznymi podgatunkami zamieszkuje sporą część wód Indo-Pacyfiku oraz Morze Czerwone.